# Harry Starren

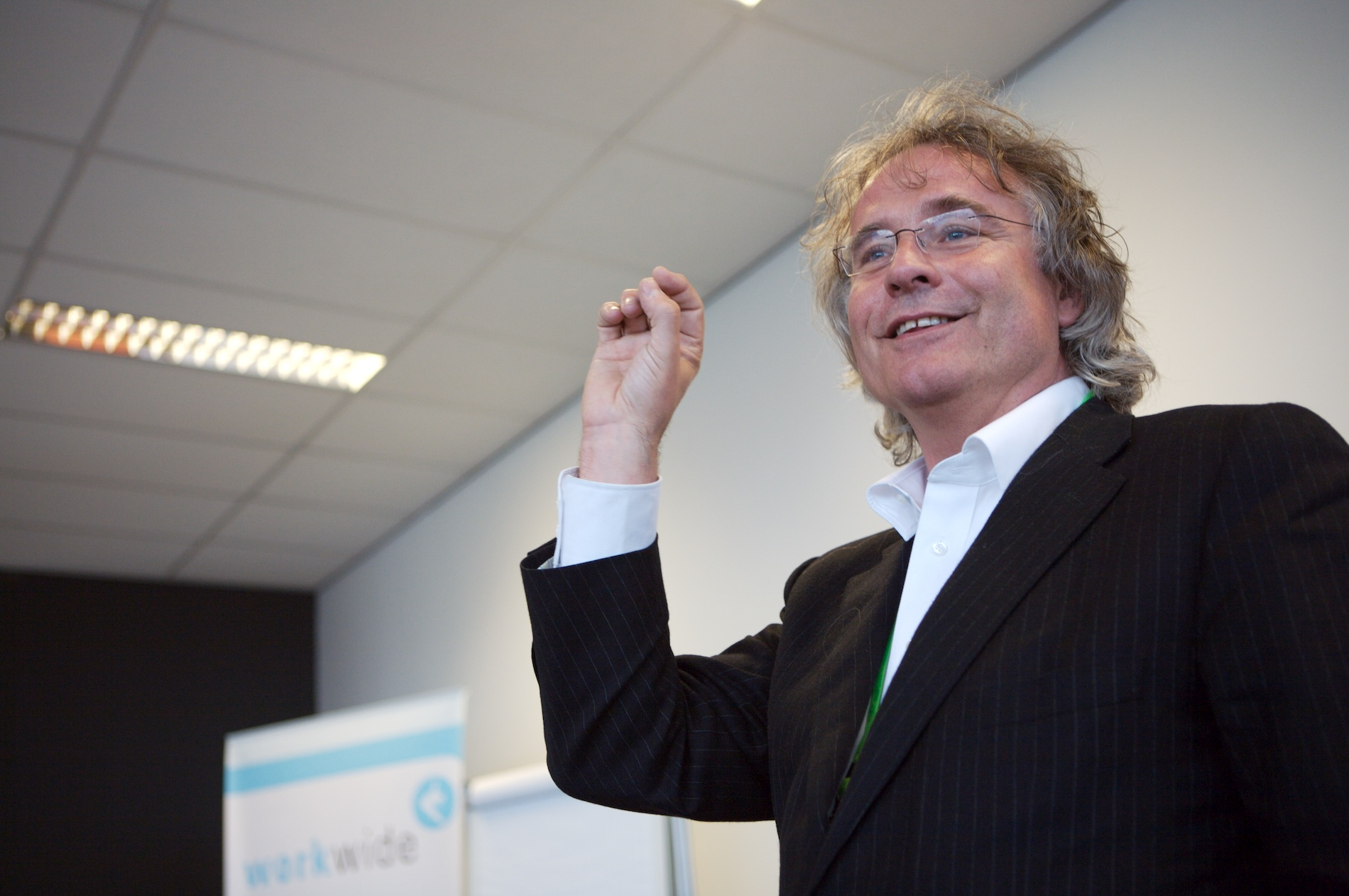
Harry Starren in 2008

Drs. Henricus Gerbrandus (Harry) Starren (1955) is een Nederlands schrijver en docent. Hij studeerde geschiedenis aan de Rijksuniversiteit Utrecht en politicologie/bestuurskunde aan de Universiteit van Amsterdam.
Starren was onder meer werkzaam als wetenschappelijk onderzoeker, universitair docent en directeur van een onderzoeks- en adviesbureau en was directeur van het PAO Bedrijfs- en Bestuurswetenschappen te Utrecht. Tot mei 2012 was Starren algemeen directeur van De Baak Management Centrum, gelieerd aan VNO-NCW.
Thans is hij als Federatievoorzitter verbonden aan de Nederlandse Creatieve Industrie en directeur van Ithaca International, gevestigd in Amsterdam en Nice.
Naast zijn managementfunctie is hij actief als trainer, docent en adviseur, met name op het gebied van het management van professionele organisaties. Starren was presentator van het Teleac/NOT-programma Grootmeesters in Management. Van zijn hand verscheen een boek onder gelijknamige titel. Inmiddels heeft Starren een tweede boek gepubliceerd, De 21 geboden van modern leiderschap, dat hij samen schreef met T. van de Kerkhof.
- Gemeinsame Normdatei: 121089114X
- International Standard Name Identifier: 0000 0000 7806 7708
- Library of Congress Control Number: nb2010008231
- Nederlandse Thesaurus van Auteursnamen: 104903813
- Virtual International Authority File: 120481487
- WorldCat: E39PBJxRx9XVT8Q8DRGKQ3dqQq